# Alepidea
Alepidea – rodzaj roślin z rodziny selerowatych. Obejmuje 31 gatunków. Występują one w Afryce wschodniej i południowej, najbardziej zróżnicowane są w południowej części tego kontynentu. 
Niektóre gatunki wykorzystywane są jako rośliny lecznicze. 

## Systematyka
Pozycja systematyczna
Rodzaj w obrębie rodziny selerowatych (baldaszkowatych) Apiaceae klasyfikowany jest w zależności od ujęcia do podrodziny Saniculoideae lub plemienia Saniculeae w obrębie podrodziny Apioideae.
Wykaz gatunków
- Alepidea acutidens Weim.
- Alepidea amatymbica Eckl. & Zeyh.
- Alepidea angustifolia Schltr. & H.Wolff
- Alepidea attenuata Weim.
- Alepidea calocephala Schltr. & H.Wolff
- Alepidea capensis (P.J.Bergius) R.A.Dyer
- Alepidea cirsiifolia Schltr. & H.Wolff
- Alepidea comosa Dümmer
- Alepidea concinna Dümmer
- Alepidea cordifolia B.-E.van Wyk
- Alepidea delicatula Weim.
- Alepidea duplidens Weim.
- Alepidea galpinii Dümmer
- Alepidea inflexa S.-L.Hutch. & Magee
- Alepidea insculpta Hilliard & B.L.Burtt
- Alepidea jenkinsii R.Pott
- Alepidea longeciliata Schinz ex Dümmer
- Alepidea longipetiolata Schltr. & H.Wolff
- Alepidea macowanii Dümmer
- Alepidea multisecta B.L.Burtt
- Alepidea natalensis J.M.Wood & M.S.Evans
- Alepidea peduncularis Steud. ex A.Rich.
- Alepidea pilifera Weim.
- Alepidea pusilla Weim.
- Alepidea schlechteri H.Wolff
- Alepidea serrata Eckl. & Zeyh.
- Alepidea setifera N.E.Br.
- Alepidea stellata Weim.
- Alepidea thodei Dümmer
- Alepidea woodii Oliv.
- Alepidea wyliei Dümmer